# 浙江省历史文化名村
浙江省历史文化名村由浙江省人民政府公布，已公布6批，共200个。
第一批浙江省历史文化名村：1991年10月7日公布，4个
第二批浙江省历史文化名村：2000年1月21日公布，8个
第三批浙江省历史文化名村：2006年6月2日公布，19个
第四批浙江省历史文化名村：2012年6月18日公布，34个
第五批浙江省历史文化名村：公布，76个
第六批浙江省历史文化名村：2020年公布，59个
第七批浙江省历史文化名村：2023年12月5日公布，共16个

## 分市名单

### 温州市

#### 乐清市
- 仙溪镇南阁村（1，已升格为第五批中国历史文化名村）
- 乐成街道黄檀硐村（4）
- 虹桥镇黄塘村（4）
- 仙溪镇北阁村（4）

#### 永嘉县
- 岩头镇苍坡村（1）
- 岩坦镇屿北村（3，已升格为第五批中国历史文化名村）
- 潘坑乡岩龙村（4）
- 埭头古村（5）

#### 瓯海区
- 泽雅镇水碓坑村和黄坑村（3）

#### 瑞安市
- 南滨街道林垟村（3）

#### 苍南县
- 桥墩镇碗窑村（3，已升格为第六批中国历史文化名村）
- 矴步头村（5）
- 龙门-金城村（5）

#### 泰顺县
- 雅阳镇百福岩村和塔头底村（3）

#### 平阳县
- 鸣山村（5）
- 青街-睦源村（5）

#### 文成县
- 南田镇武阳村（7）

### 宁波市

#### 余姚市
- 梁弄镇横坎头村（1）
- 大岚镇柿林村（5，已升格为第七批中国历史文化名村）
- 中村村（5）
- 金冠村（5）
- 河姆渡镇浪墅桥村（7）

#### 奉化市
- 溪口镇岩头村（3）
- 葛竹村（5）

#### 宁海县
- 茶院乡许家山村（4，已升格为第五批中国历史文化名村）
- 东岙村（5）
- 深甽镇龙宫村（5，已升格为第六批中国历史文化名村）
- 力洋村（5）
- 一市镇箬岙村（7）

#### 江北区
- 半浦村（5）

#### 鄞州区
- 姜山镇走马塘村（5，已升格为第七批中国历史文化名村）
- 大西坝村（5）
- 凤岙村（5）
- 蜜岩村（5）
- 新庄村（5）

#### 海曙区
- 章水镇李家坑村（5，已升格为第七批中国历史文化名村）

#### 慈溪市
- 龙山镇方家河头村（5，已升格为第七批中国历史文化名村）
- 山下村（5）

#### 象山县
- 黄埠村（5）
- 溪里方村（5）
- 儒雅洋村（5）
- 东陈村（5）

### 丽水市

#### 遂昌县
- 焦滩乡独山村（1，已升格为第六批中国历史文化名村）
- 黄沙腰村（5）
- 蕉川村（5）
- 长濂村（5）
- 苏村村（5）
- 大柯村（5）

#### 缙云县
- 新建镇河阳村（2，已升格为第六批中国历史文化名村）
- 黄碧村（5）

#### 庆元县
- 松源镇大济村（2，已升格为第五批中国历史文化名村）

#### 松阳县
- 大东坝镇石仓村（2）
- 赤寿乡界首村（3）
- 望松街道吴弄村（4）
- 古市镇山下阳村（4）
- 象溪镇靖居村（4）
- 大东坝镇横樟村（4）
- 酉田村（5）

#### 龙泉市
- 城北乡上田村（3）
- 小梅镇大窑村（4）
- 西街街道下樟村（4，已升格为第六批中国历史文化名村）
- 金村村（5）
- 大舍村（5）
- 官埔垟村（5）
- 溪头村（5）
- 锦安村（5）
- 柳山头村（5）
- 季山头村（5）

#### 莲都区
- 老竹畲族镇曳岭脚村（4）

#### 云和县
- 桑岭村（5）
- 崇头镇坑根村（7）

#### 景宁畲族自治县
- 高演村（5）
- 大漈乡小佐村（7）

### 杭州市

#### 建德市
- 大慈岩镇新叶村（2，已升格为第五批中国历史文化名村）
- 大慈岩镇上吴方村（5，已升格为第七批中国历史文化名村）
- 大慈岩镇李村（5，已升格为第七批中国历史文化名村）
- 大慈岩镇里叶村（6）
- 大慈岩镇双泉村（6）
- 三都镇乌祥村（6）

#### 桐庐县
- 江南镇深澳村（3，已升格为第三批中国历史文化名村）
- 富春江镇茆坪村（5，已升格为第七批中国历史文化名村）
- 石舍村（5）
- 环溪村（5）
- 荻浦村（5）
- 徐畈村（5）
- 梅蓉村（5）
- 翙岗村（5）
- 引坑村（5）
- 富春江镇俞赵村（6）
- 新合乡松山村（6）

#### 淳安县
- 浪川乡芹川村（3，已升格为第六批中国历史文化名村）

#### 富阳区
- 常绿镇大章村（4）
- 新桐乡俞家村（7）
- 大源镇蒋家村（7）

#### 余杭区
- 山沟沟村（5）

### 绍兴市

#### 诸暨市
- 东白湖镇斯宅村（2）

#### 嵊州市
- 金庭镇华堂村（3）
- 竹溪乡竹溪村（3）
- 泉岗村（5）

#### 柯桥区
- 稽东镇冢斜村（4，已升格为第五批中国历史文化名村）
- 王化村（5）

### 金华市

#### 金东区
- 傅村镇山头下村（2，已升格为第五批中国历史文化名村）

#### 武义县
- 俞源乡俞源村（2，已升格为第一批中国历史文化名村）
- 武阳镇郭洞村（2，已升格为第一批中国历史文化名村）
- 大田乡岭下汤村（3）
- 桃溪镇陶村村（4）
- 大溪口乡山下鲍村（4）
- 坦洪乡上坦村（4）

#### 永康市
- 前仓镇厚吴村（3，已升格为第三批中国历史文化名村）
- 舟山村（5）

#### 兰溪市
- 女埠街道虹霓山村（3）
- 诸葛村（5）
- 长乐村（5）
- 芝堰村（5）
- 女埠街道垷坦村（7）
- 女埠街道渡渎村（7）
- 黄店镇三泉村（7）

#### 浦江县
- 白马镇嵩溪村（3，已升格为第六批中国历史文化名村）
- 虞宅乡新光村（4）
- 古塘村（5）
- 潘周家村（5）
- 仙华街道马墅村（7）

#### 婺城区
- 汤溪镇寺平村（4，已升格为第五批中国历史文化名村）
- 塔石乡上阳村（7）

#### 义乌市
- 佛堂镇倍磊村（4，已升格为第七批中国历史文化名村）
- 佛堂镇田心村（4）

#### 磐安县
- 盘峰乡榉溪村（4，已升格为第六批中国历史文化名村）
- 尖山镇管头村（4，已升格为第七批中国历史文化名村）
- 胡宅乡横路村（4）
- 双峰乡大皿村（4）
- 双溪乡梓誉村（5，已升格为第七批中国历史文化名村）

#### 东阳市
- 李宅村（5）

### 衢州市

#### 江山市
- 石门镇清漾村（3，已升格为第七批中国历史文化名村）
- 大陈乡大陈村（4，已升格为第六批中国历史文化名村）
- 凤林镇南坞村（4，已升格为第七批中国历史文化名村）
- 张村村（5）

#### 龙游县
- 石佛乡三门源村（3，已升格为第四批中国历史文化名村）
- 庙下乡庙下村（4）
- 塔石镇泽随村（4，已升格为第七批中国历史文化名村）
- 溪口镇灵山村（4，已升格为第七批中国历史文化名村）

#### 衢江区
- 破石村（5）
- 车塘村（5）

#### 开化县
- 龙门村（5）

### 台州市

#### 仙居县
- 白塔镇高迁村（3，已升格为第五批中国历史文化名村）
- 羊棚头村（5）
- 厚仁中街村（5）
- 李宅村（5）

#### 临海市
- 东塍镇岭根村（5，已升格为第七批中国历史文化名村）
- 张家渡村（5）

#### 天台县
- 平桥镇张思村（5，已升格为第七批中国历史文化名村）
- 山头郑村（5）
- 三合镇联合村、灵风村、灵一村（7）

### 湖州市

#### 南浔区
- 和孚镇荻港村（4，已升格为第六批中国历史文化名村）

#### 安吉县
- 鄣吴镇鄣吴村（4，已升格为第六批中国历史文化名村）
- 双一村（5）
- 鹤鹿溪村（5）

#### 吴兴区
- 道场乡菰城村（7）

#### 长兴县
- 煤山镇仰峰村（7）

### 舟山市

#### 定海区
- 岑港镇里钓山村（4）
- 金塘镇大鹏岛（4）

#### 岱山县
- 秀山乡秀北村（7）

### 嘉兴市

#### 桐乡市
- 民合村（5）